# Eustrangalis aeneipennis
Eustrangalis aeneipennis är en skalbaggsart som först beskrevs av Leon Fairmaire 1889.  Eustrangalis aeneipennis ingår i släktet Eustrangalis och familjen långhorningar. Inga underarter finns listade i Catalogue of Life.